# Fuse (Keith Urban)
| Recensione       | Giudizio |
| ---------------- | -------- |
| AllMusic         |          |
| Country Weekly   | A        |
| Edmonton Journal |          |
| Roughstock       |          |
| USA Today        |          |

Fuse è l'ottavo album di studio del cantautore Australiano Keith Urban, distribuito il 10 settembre 2013.
Fuse ha debuttato alla posizione numero 1 della Billboard 200, vendendo 98 000 copie nella settimana di debutto. Ai dati di maggio 2014, l'album ha venduto 354 000 copie nei soli Stati Uniti.

## Tracce
Standard Edition
1. Somewhere in My Car – 3:56 (Keith Urban, J.T. Harding)
2. Even the Stars Fall 4 U – 3:59 (Urban, Ross Copperman, David Lee Murphy)
3. Cop Car – 4:16 (Zach Crowell, Sam Hunt, Matt Jenkins)
4. Shame – 3:03 (Mikkel Erikson, Tor Erik Hermansen, Benjamin Levine, Ammar Malik, Dan Omelio, Ross Golan, Justin Parker)
5. Good Thing – 3:52 (Urban, Mike Elizondo, Natalie Hemby)
6. We Were Us (feat. Miranda Lambert) – 3:11 (Nicolle Galyon, Jimmy Robbins, Jon Nite)
7. Love's Poster Child – 3:29 (Copperman, Heather Morgan)
8. She's My 11 – 3:17 (Urban, Copperman, Jaren Johnston)
9. Come Back to Me – 3:52 (Brandy Clark, Shane McAnally, Trevor Rosen)
10. Red Camaro (feat. Gary Lightbody) – 3:59 (Urban, Elizondo, Brett James)
11. Little Bit of Everything – 3:25 (Kevin Rudolf, Brad Warren, Brett Warren)
12. Raise 'em Up (feat. Eric Church) – 3:04 (Tom Douglas, Johnston, Jeffrey Steele)
13. Heart Like Mine – 3:52 (Urban, Butch Walker)

Deluxe Edition
1. Black Leather Jacket – 3:42 (Copperman, Douglas, Johnston)
2. Gonna B Good – 2:53 (Robbins, Tony Martin, Wendell Mobley)
3. Lucky Charm – 3:06 (Urban, Jay Joyce, Jeremy Spillman)

## Classifiche
| Classifica (2013)     | Posizione massima |
| --------------------- | ----------------- |
| Canada                | 1                 |
| Stati Uniti           | 1                 |
| Stati Uniti (Country) | 1                 |